# آناستازیا گریشینا
آناستازیا گریشینا (به انگلیسی: Anastasia Grishina) ژیمناست زادهٔ ۱۶ ژانویهٔ ۱۹۹۶ میلادی اهل کشور روسیه است.